# Sertularia brashnikowi
Sertularia brashnikowi är en nässeldjursart som beskrevs av Kudelin 1914. Sertularia brashnikowi ingår i släktet Sertularia och familjen Sertulariidae. Inga underarter finns listade i Catalogue of Life.